# Correinha
Astorige Correa de Paula e Silva, mais conhecido como Correinha (Londrina, 7 de março de 1941) foi um policial civil do estado de São Paulo na década de 1960, quando foi um dos líderes do assim denominado Esquadrão da Morte paulista. Segundo os relatos de sua autobiografia, era um policial aclamado pela população e pela mídia da época, tendo sido citado por uma reportagem como "o homem que sempre deixava o bandido dar o primeiro tiro". Contudo, há diversos trabalhos jornalísticos e de historiadores que mostram uma versão diferente da autobiográfica, na qual aquele deve ser visto como um dos precursores das milícias atuais, pois teria participado de diversas execuções e torturas tendo sido julgado e levado ao Júri em plena ditadura militar, sob a acusação de violação de direitos humanos.

## Biografia
Astorige Corrêa de Paula e Silva, Correinha, nasceu em 7 de março de 1941, na cidade de Londrina, Paraná, durante uma viagem de seus pais. Segundo sua própria narrativa autobiográfica, cresceu na fazenda Embaú, onde adquiriu, entre outras, as habilidades de caçador que o ajudaram nas suas empreitadas de policial. Dotado de uma certa erudição, verificável pela leitura de sua autobiografia, o ex-policial é mais conhecido por ter participado como uma das lideranças do Esquadrão da Morte de SP, uma milícia do fim dos anos 60 e início dos 70, que contava com a participação de policiais e outros agentes do Estado. A atuação violenta destas milícias, que perpetravam execuções e torturas a acusados de cometimento de crimes de menor porte, e portanto menor capacidade de retaliação, foi denunciada pela imprensa da época, o que levou ao julgamento e à prisão de alguns de seus membros, incluindo o próprio Correinha. Teve duas filhas e um filho em seus dois casamentos. O segundo casamento aconteceu quando ainda estava preso no presídio especial da polícia civil em São Paulo.

### Carreira Policial
Corrêa alega em seu livro que era um policial admirado não só por seus pares, mas também pela população em geral, inclusive profissionais do jornalismo, os quais, muitas vezes, acompanhavam as façanhas do policial. Foi membro da RUDI, uma espécie de tropa de elite da Polícia Civil de São Paulo à época, e do DEIC-Setor de Roubos. É possível que alguns setores da mídia tenham contribuído para o sentimento de aclamação alegado por Correinha, pois como nos mostra Nascimento (2008), num apanhado de matérias jornalísticas da editora Abril relacionado ao tema, o nome de Astorige Correa é o que mais aparece nas reportagens.
Um episódio até hoje comentado foi a morte de "Saponga", o bandido que assassinou o melhor amigo de Correinha dentro da polícia, Davi Romero Pare. Nesta ocasião, logo após o discurso em louvor do amigo, Correinha jurou vingança. Em seguida o agente procedeu uma investigação intensiva até chegar ao nome de Carlos Eduardo da Silva, vulgo Saponga, um bandido perigoso, que já havia fugido de uma penitenciária de segurança máxima, aparentemente sem contar com a conivência nem o auxílio de ninguém.
Tendo chegado ao nome do assassino, Correinha prosseguiu na perseguição do marginal até o confronto nas matas da Serra da Cantareira, um local totalmente vantajoso ao agente, pois possuía muita intimidade com as florestas do interior paranaense. Encontrando o bandido de costas, o policial chamou por Saponga, que de pronto se virou e disparou contra quem o chamava, ao que Correinha respondeu com um tiro de sua Winchester calibre 44, derrubando assim o marginal. Ato contínuo, aproximou-se de Saponga e descarregou sua pistola, movido pelo sentimento de vingança em relação ao assassinato do amigo Davi.

### Prisão e Vida Clandestina
Ao fim da década de 1960 e início dos anos 70, Correinha foi condenado à prisão, acusado de desrespeitar direitos humanos. Entretanto, segundo relata o próprio Astorige Corrêa, tal condenação foi fruto de perseguição  por parte do então representante do Ministério Público, Hélio Bicudo. Entretanto, a versão de Correinha parece não ser a que mais corresponde à realidade, uma vez que há uma profusão de relatos jornalísticos e de historiadores que corroboram a imagem de um miliciano erudito, que apesar de ter sido bem instruído nas letras e apresentar gosto para as artes, demonstrava desprezo aos princípios básicos sob os quais se erigiram as civilizações modernas.
Passou alguns anos preso na Penitenciária do Estado e no Presídio da Polícia Civil, quando em novembro de 1979, saindo deste último, passa a viver sob o regime de prisão albergue domiciliar. Neste novo regime consegue um emprego na empresa Polyfilm, onde passa a trabalhar normalmente. Porém, segundo relata Correinha, mesmo tendo se apresentado sempre aos chamados da justiça, mesmo trabalhando num local conhecido e respeitando os limites que lhe eram impostos, os agentes do judiciário continuaram a adicionar problemas à vida do ex-policial, com determinações para aguardar julgamento no Presídio da Polícia Civil, e tentativas de transferi-lo para a Penitenciária do Estado. Dando continuidade a sua versão relata que teria aguardado preso, durante 60 dias, um novo júri, que o absolveu. Tendo voltado a trabalhar, após alguns meses, tudo voltou a acontecer, mas o diretor da empresa o impediu de se apresentar ao novo chamado. Assim iniciaram-se os quase 20 anos de vida clandestina de Astorige Corrêa. Morreu longe de seus familiares em 23 de janeiro de 2019, no mesmo Estado em que nasceu, o Paraná.